# Carlos Ulises Moulines
Carlos Ulises Moulines (* 26. Oktober 1946 in Caracas, Venezuela) ist ein Wissenschaftstheoretiker und Wissenschaftshistoriker. Er war bis zu seiner Emeritierung im Jahr 2012 Ordinarius für Philosophie, Logik und Wissenschaftstheorie an der Ludwig-Maximilians-Universität München. Von 1997 bis 2000 war er Präsident der Gesellschaft für Analytische Philosophie. Er ist ein Vertreter des Strukturalistischen Theorienkonzepts in der Wissenschaftstheorie.

## Werke
- Die Entwicklung der modernen Wissenschaftstheorie (1890–2000). Eine historische Einführung. Lit, Hamburg u. a. 2008, ISBN 978-3-8258-8965-4 (Einführungen. Philosophie 6).
- Wissenschaftstheorie: Von Wesen und Struktur der Erfahrungswissenschaften. In: Eugen Fischer, Wilhelm Vossenkuhl (Hrsg.): Die Fragen der Philosophie. Eine Einführung in Disziplinen und Epochen. Beck, München 2003, ISBN 3-406-49485-4, S. 168–185 (Beck'sche Reihe 1556).